# Elezioni locali in Corea del Nord del 1987
Le elezioni delle assemblee popolari cittadine, delle contee e dei distretti in Corea del Nord del 1987 si tennero il 15 novembre. 
Furono eletti 26 539 deputati delle assemblee popolari delle città, delle contee e dei distretti.
L'affluenza fu del 100% e i candidati ricevettero un tasso di approvazione del 100%. 